# Marvin Worth
Marvin Worth (* 6. Juni 1925 in New York City; † 22. April 1998 in Los Angeles, Kalifornien) war ein US-amerikanischer Drehbuchautor und Filmproduzent.

## Leben
Worth arbeitete zunächst als Promoter für Konzerte. Dann wurde er der Manager von Lenny Bruce. In den 1950er Jahren schrieb er für Komiker wie Buddy Hackett Texte. In diesem Jahrzehnt begann er auch seine Laufbahn im Filmgeschäft, zunächst als Drehbuchautor. Er war bis in die 1960er Jahre hinein vor allem an verschiedenen Fernsehserien beteiligt, darunter zwei Folgen der Serie Mini-Max. Das Drehbuch des Films Sexy! (1962) basiert auf einer Story von Worth. Ab 1970, beginnend mit Wo is' Papa?, war er als Filmproduzent tätig. 
Worth war zweimal für den Oscar nominiert. Zuerst 1973 für die Produktion Malcolm X in der Kategorie Bester Dokumentarfilm. Und erneut 1975 für den Film Lenny in der Kategorie Bester Film. 
Für den Film Der Senkrechtstarter war er 1985 zusammen mit Howard Smith für die Goldene Himbeere nominiert.
Worth starb an den Folgen von Lungenkrebs. Er war verheiratet und Vater von drei Kindern.

## Filmografie (Auswahl)
- 1970: Wo is' Papa? (Where's Poppa?)
- 1972: Malcolm X
- 1974: Lenny
- 1979: The Rose
- 1984: Der Senkrechtstarter (Rhinestone)
- 1984: Der Liebe verfallen (Falling in Love)
- 1988: Patty
- 1989: Die Glücksjäger (See No Evil, Hear No Evil)
- 1990: Flashback
- 1992: Malcolm X
- 1996: Diabolisch (Diabolique)